# Caribou Island, Ontario
Caribou Island är en ö i Kanada.   Den ligger i Lake Superior i Thunder Bay District och provinsen Ontario, i den sydöstra delen av landet, 800 km väster om huvudstaden Ottawa.